# New State Mobile
New State Mobile (ранее известна как PUBG: New State) — условно-бесплатная мобильная многопользовательская онлайн-игра в жанре королевской битвы, разработанная компанией Krafton и выпущенная Bluehole для устройств под управлением iOS и Android. Релиз игры состоялся 11 ноября 2021 года. Это вторая игра во вселенной PUBG, и позиционируется как продолжение PUBG: Battlegrounds и PUBG Mobile.

## Геймплей
В игре 100 игроков выпрыгивают из самолёта на удалённом острове 8x8 под названием Трой, главной карте игры, чтобы собирать припасы и сражаться друг с другом. Сражаясь за выживание, последний из выживших становится победителем. Действие игры происходит в 2051 году на севере США с футуристической средой, зданиями, архитектурой и памятниками.
Новые функции (кроме привычных в PUBG: Mobile) включают: дроны, баллистические щиты, неоновые прицелы, способность балансировать в бою, воскрешать мёртвых товарищей по команде и «вербовать» поверженных врагов в свой отряд. Транспортные средства включают: футуристические автомобили, багги, мотоциклы, катера и планеры.
New State Mobile включает второстепенные многопользовательские режимы 4x4, такие как командный бой, где можно выбрать до 4 комплектов оружия, круговой бой насмерть «Арена», тренировочный полигон, а также обновлённую карту «Эрангель», стилизованную под 2051 год из оригинальной PUBG.

## Разработка
В феврале 2021 года PUBG Studios (внутреннее подразделение Krafton) объявила об разработке игры под кодовым названием PUBG: New State, которая должна была являться сиквелом оригинальной PUBG и её мобильной версии, действия которой происходит в ближайшем будущем (2051 году).
В июле 2021 года Krafton сообщила, что игра превысила 20 миллионов предварительных регистраций только в Google Play.
28 августа завершился альфа-тест, проведённый в 28 странах мира. После его завершения, разработчики внесли улучшения и исправления на основе отзывов участвовавших пользователей.
Уже в сентябре игра превысила 50 миллионов предварительных регистраций вместе в Google Play и App Store, побив рекорд предварительных регистраций и предрекая первоначальный успех .
11 ноября 2021 года New State Mobile вышла во всём мире на платформах iOS и Android.
27 января 2022 года было объявлено о смене названия игры с PUBG: New State на New State Mobile. Позднее переименование было реализовано на всех платформах.